# Renata Litvinova
Renata Muratovna Litvinova (russisk: Рена́та Мура́товна Литви́нова) (født 12. januar 1967 i Moskva i Sovjetunionen) er en russisk teater-, film- og tv-skuespillerinde, teater- og filminstruktør, manuskriptforfatter, filmproducent, sanger og tv-vært. 
Hun debuterede som filmskuespillerinde i 1994 i Kira Muratovas Uvletjenja (da.: Hobbier). Efterfølgende medvirkede Litvinova i yderligere seks film instrueret af Muratova. 
Litvinova har medvirket i mere end tredive film som skuespillerinde og har skrevet manuskript til fjorten film og har instrueret seks. 
Siden 2004 har hun på scenen i Moskva kunstnerteater spillet rollen som Ljubov Andrejevna Ranevskaja i stykket Kirsebærhaven, og siden 2012 i stykket Vidne for anklagemyndigheden. Ud over skuespil og instruktion er Litvinova kendt som tv-vært på flere programmer om mode.

## Udvalgt filmografi
Som instruktør
- Boginja: kak ja poljubila (da.: Gudinden: Hvoran jeg blev forelsket, 2004) (også manus, producer og skuespiller)[3][4]
- Poslednjaja skazka Rity (da.: Ritas sidste fortælling, 2011) (også manus, producer og skuespiller)
- Severnyj veter (da.: Nordenvinden, 2021) (også manus, producer og skuespiller)

Som manuskriptforfatter
- Traktoristy 2 (1992)
- Tri istorii (da.: Tre historier, 1997) (også skuespiller)

Som skuespiller
- Nastrojsjjik (da.: Klaverstemmeren, 2004)
- Zjmurki (2005)
- Mne ne bolno (da.: Det gør min ikke ondt, 2006)
- Veseltjaki (da.: ~ Glade fyre, 2009)
- Generation P (2011)
- Pro ljubov (da.: Om kærlighed, 2015)